# Bréauté
Bréauté è un comune francese di 1 325 abitanti situato nel dipartimento della Senna Marittima nella regione della Normandia.

## Società

### Evoluzione demografica
Abitanti censiti